# Дисконтная доходность
Доходность дисконтной ценной бумаги — процентный доход на ценную бумагу, приобретенную с дисконтом. Вычисляется по формуле
{\displaystyle i_{db}={\frac {F-P}{F}}*{\frac {t_{y}}{t}}}
где
F — номинальная стоимость ценной бумаги,
P — цена приобретения ценной бумаги,
ty — количество дней в году,
t — оставшееся до погашения время или время владения ценной бумагой.
Доходность дисконтной ценной бумаги (дисконтная доходность) определяет процентный доход по отношению к номинальной стоимости, а не к цене приобретения ценной бумаги как в случае вычисления доходности к погашению.
Данный показатель применяется для вычисления дохода на казначейские векселя. Использование его связано с более простой чем у показателя доходности к погашению формулой расчёта.
Показатель дисконтная доходность появился для упрощения расчёта доходности при торговле казначейскими векселями минфина США. Такая формула — результат соглашения участников торговли.